# 利穆赞

利穆赞位置

利穆赞大区（法語：Limousin，法語：[limuzɛ̃] ⓘ）是法国中部一個已撤消的大區。面积16,942km²，人口710,939。下轄科雷兹省、克勒兹省、上维埃纳省。
2016年1月1日，利穆赞大區、阿基坦大区、普瓦圖-夏朗德大區合併成阿基坦-利穆赞-普瓦图-夏朗德大区（Aquitaine-Limousin-Poitou-Charentes），后更名为新阿基坦大区（Nouvelle-Aquitaine）。